# Východní Kordillera (Peru)
 Východní Kordillera, španělsky Cordillera Oriental, je rozsáhlé horské pásmo And, které prochází od hranice s Ekvádorem až k hranici s Bolívií, celou délkou Peru.
Východně od Východní Kordillery se rozkládá Amazonie, západně v jižní části leží náhorní plošina Altiplano, v severní části odděluje Východní Kordilleru od Střední Kordillery údolí s řekou Huallaga.
Nejvyšší horou Východní Kordillery je Ausangate s nadmořskou výškou 6 385 metrů.

## Geografie
V severní části Východní Kordillera nedosahuje velkých výšek, horské pásmo je rozčleněné řadou údolí, přičemž největší hloubky dosahují kaňony řek Huallaga a Marañón. Ve střední části naopak Východní Kordillera pohořími Cordillera Vilcabamba (Salcantay, 6 264 m) a Cordillera Vilcanota (Ausangate, 6 385 m) dosahuje nejvyšších výšek. Jižní část Východní Kordillery tvoří pohoří Cordillera Carabaya (Allincapac, 5 805 m) a z Bolívie sem zasahuje severozápadní část pohoří Cordillera Real.
Na nižší úrovni tvoří Východní Cordilleru celkem devět pohoří.